# Cruz de Lalibela

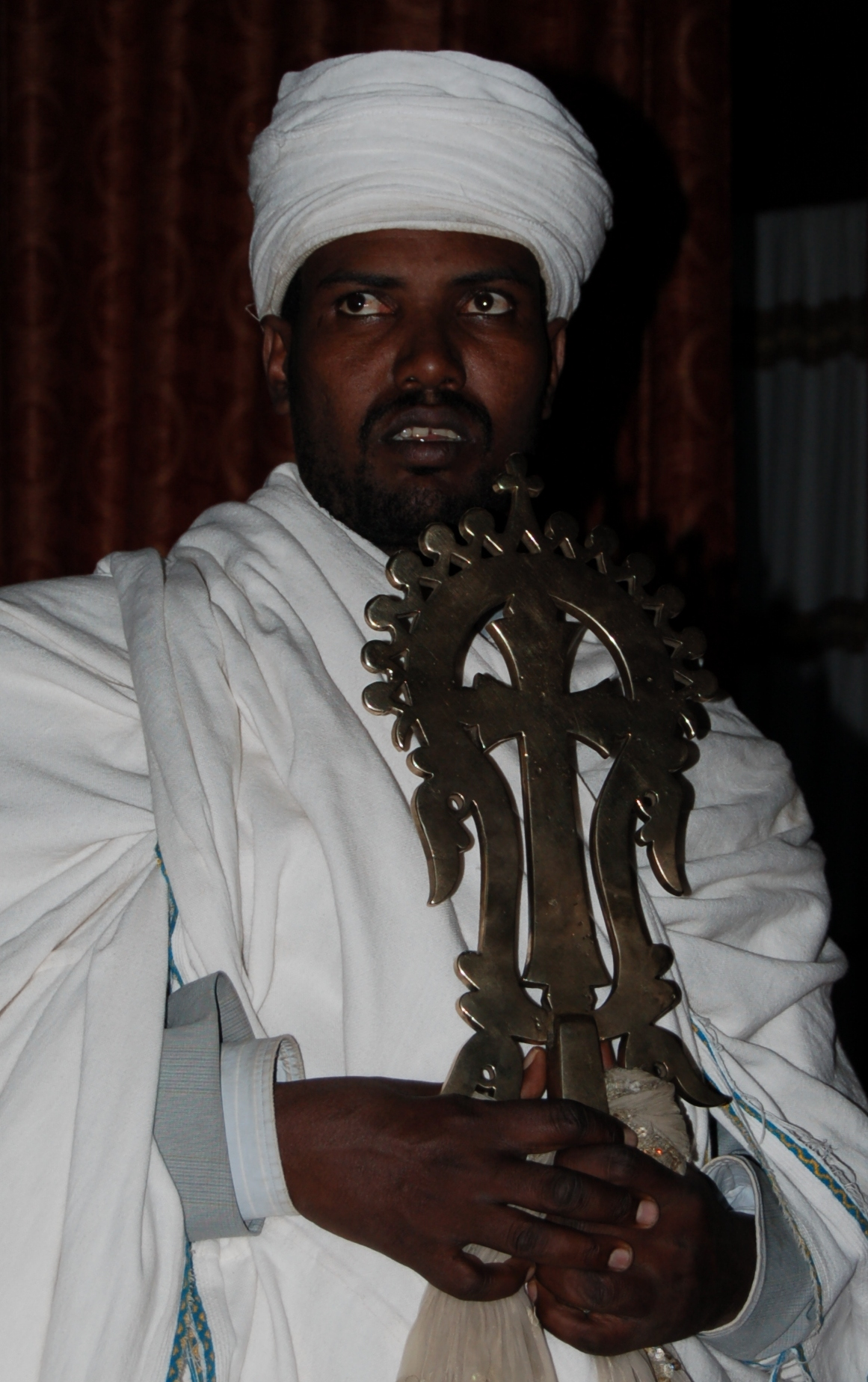
La Cruz de Lalibela.

La Cruz de Lalibela (o Afro Ayigeba) es una gran cruz procesional laboriosamente decorada considerada una de las más preciadas e históricas reliquias de Etiopía. Su lugar de reposo es Biet Medhani Alem, el Hogar del Redentor del Mundo, una iglesia tallada en la roca, que forma parte del conjunto arquitectónico de Lalibela, declarado Patrimonio de la Humanidad por la Unesco en 1978. El sacerdote tiene la potestad de usar la cruz para frotar a los fieles con el objetivo de bendecirlos o curarlos. El estilo de la cruz era común en su época y las pertenecientes a dicho estilo a menudo reciben simplemente el nombre de "cruces de Lalibela".
Se cree que la cruz data del siglo XII. Mide unos 60 cm de longitud, pesa unos 7 kg y está hecha a partir de una pieza de metal de oro o de una combinación de oro y bronce. La cruz central consta de un brazo alargado inferior y brazos ensanchados rodeados completamente por una banda muy ornamentada. Como en muchas cruces procesionales etíopes los llamados "brazos de Adán", un motivo que de manera realista o abstracta representa los brazos del susodicho Adán, sostienen la parte inferior de la cruz. En el caso de las cruces procesionales estos se cubren de trozos de tela de brillantes colores durante las festividades.
La cruz sufrió un robo en marzo de 1997 y apareció en Bélgica en 1999. Un traficante de Adís Abeba la había vendido a un coleccionista belga por 25.000 dólares. Después de que se le devolviera el dinero al coleccionista y se acordase no llevar a cabo acciones legales la cruz regresó a Etiopía en 2001.